# Liste der Monuments historiques in Bouxières-aux-Chênes
Die Liste der Monuments historiques in Bouxières-aux-Chênes führt die Monuments historiques in der französischen Gemeinde Bouxières-aux-Chênes auf.

## Liste der Immobilien
| Bezeichnung        | Beschreibung                                   | Standort                        | Kennzeichnung | Schutzstatus | Datum | Bild           |
| ------------------ | ---------------------------------------------- | ------------------------------- | ------------- | ------------ | ----- | -------------- |
| Kapelle Ste-Agathe | Chor, Apsis und Krypta aus dem 12. Jahrhundert | Blanzey, cour de Blanzey (Lage) | PA00106002    | Inscrit      | 1927  | weitere Bilder |

## Liste der Objekte
| Bezeichnung                            | Beschreibung                                                              | Standort                                                 | Kennzeichnung | Schutzstatus | Datum | Bild |
| -------------------------------------- | ------------------------------------------------------------------------- | -------------------------------------------------------- | ------------- | ------------ | ----- | ---- |
| Gemälde Die Heilige Familie            | Ölfarbe auf Leinwand, vergoldeter Holzrahmen, 17. Jahrhundert             | Blanzey, in der Kapelle Ste-Agathe (Lage)                | PM54002050    | Inscrit      | 2015  |      |
| Gemälde Kalvarienberg                  | Ölfarbe auf Leinwand, 1925 von Henri Blahay                               | Bouxières-aux-Chênes, in der Kirche Ste-Madeleine (Lage) | PM54001432    | Inscrit      | 1996  |      |
| Pietà                                  | Stein, farbig gefasst, um 1530                                            | Bouxières-aux-Chênes, in der Kirche Ste-Madeleine (Lage) | PM54000107    | Classé       | 1975  |      |
| Skulptur Madonna                       | Stein, 16. Jahrhundert                                                    | Ecuelle, in der Kapelle St-Étienne (Lage)                | PM54000108    | Classé       | 1908  |      |
| Skulptur Anna Selbdritt                | Stein, Mitte des 16. Jahrhunderts                                         | Blanzey, außen an der Kapelle Ste-Agathe (Lage)          | PM54000109    | Classé       | 1981  |      |
| Gemälde Heiliger Hilarius von Poitiers | Ölfarbe auf Leinwand, vergoldeter Holzrahmen, Anfang des 19. Jahrhunderts | Blanzey, in der Kapelle Ste-Agathe (Lage)                | PM54002051    | Inscrit      | 2015  |      |